# ミハイル・シーシキン

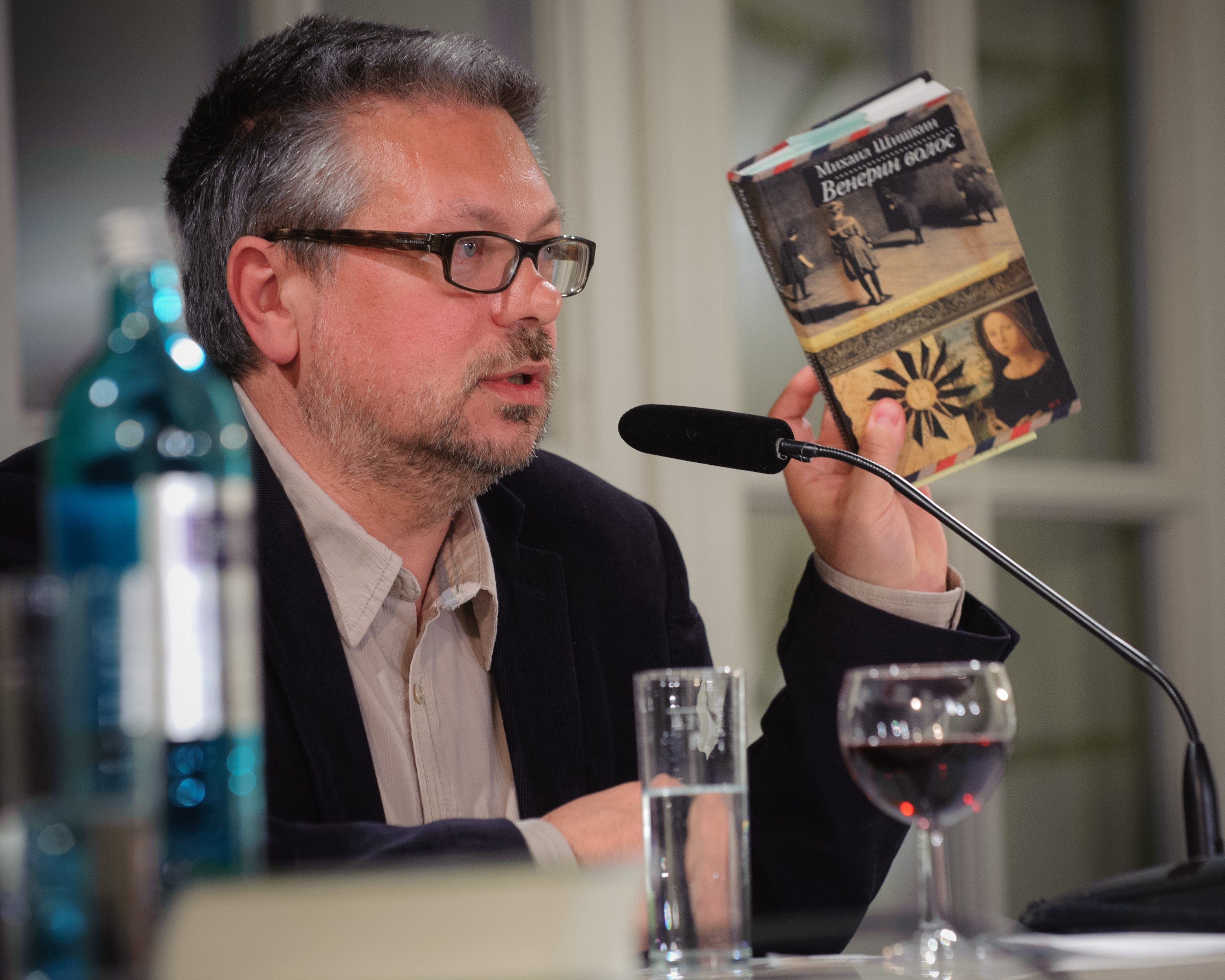

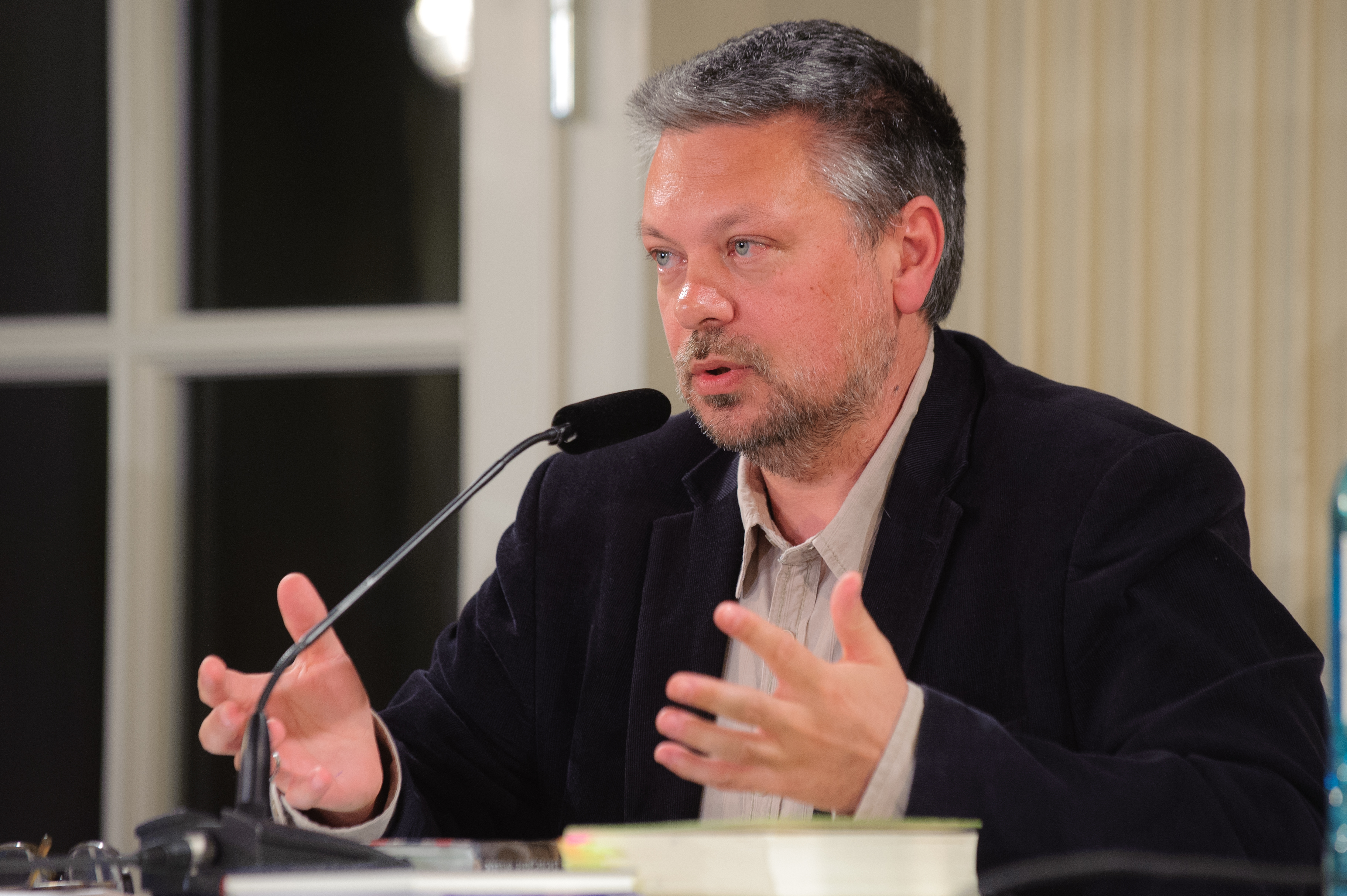

ミハイル・パーヴロヴィチ・シーシキン（Михаил Павлович Шишкин、Mikhail Pavlovich Shishkin、1961年1月18日 - ）は、ロシア人の作家。現代において最高のロシア語作家の一人と考えられており、ロシアの主要文学賞を全て受賞し、作品は35カ国語以上に翻訳されている。執筆はドイツ語でも行い、1995年からスイス在住。

## 人物
ソビエト連邦時代の首都モスクワで1961年に誕生。父親はロシア人、母親はウクライナ人。
モスクワ国立教育研究所で英語とドイツ語を学び、卒業後、掃除夫、道路作業員、ジャーナリスト、教師、翻訳者として働いた。
短編小説「書道教室」で1993年『月刊Znamya』誌でデビュー。1995年以来、スイスのチューリッヒに住む。書籍は5年に1冊出るペース。
散文の普遍的なスタイルには「シーシキンの言語は素晴らしく明快で簡潔だ。古風な響きがなければ、トルストイやドストエフスキーやプーシキンを越えるかもなあ」という称賛もあった。 
扱うテーマは死、復活、愛など。
アントン・チェーホフ、ウラジーミル・ナボコフ、ジェイムズ・ジョイスと比較された。チェーホフ、トルストイ、イヴァン・ブーニンの影響を受けたことを認めている。
「ブーニンは、妥協しないこと、自分自身を信じることを教えてくれた。チェーホフはヒューマニティーをつらぬき…完全にネガティブなキャラをテキストの中に描かなかった。トルストイからは、ナイーブであることを恐れないことを学びました」としている。

## ウクライナ問題への視点
シーシキンは、2014年のロシアによるウクライナ東部やクリミアの占領問題について、日本の雑誌『すばる』2014年6月号に特別寄稿（奈倉有里訳）を寄せ、「プーチン政権下のロシア。連日ニュース番組で流されるのは、ウクライナの反戦運動を凶悪な暴動のように捉えたプロパガンダ的な視点の特集ばかりだ。しかもそこへ、昔から小話に登場するような、ウクライナ人を小馬鹿にしたイメージが加わるのだからたちが悪い」「戦争の目的はいつも、特定の政治体制の存続や繁栄でしかない」「尽きせぬ国境紛争ほど、独裁体制にとって都合のいいものはない」「気の遠くなるような人類の歴史のなかで、いったい、"国を愛せ"という呼びかけの末に、どれほどの命が犠牲になっただろう。そして今、ロシア人が、ウクライナ人が、同じ犠牲のもとに立たされようとしている」とした。
2022年ロシアのウクライナ侵攻に際しては、自宅にオデーサからの難民を受け入れた。日本の『朝日新聞』に寄稿し（沼野恭子監訳）、「ロシア人であるということに苦痛を覚える」「この戦争はウクライナのみならず、ロシア人やロシアの文化、私の母語に対する犯罪」などと侵攻を厳しく批判した。プーチン後に自由な選挙を行なっても混乱を忌避するロシア国民は新たな独裁者を迎え、大量の核兵器を保有するロシアを安定させるため西側諸国もそれを承認すると悲観的に予測しつつ、ロシアの再生にはこれまでに支配・抑圧した旧ソビエト連邦構成共和国や東欧諸国への謝罪が必要であり、文学が重要な役割を果たすとも述べている
。

## 賞と栄誉
- 2000年 ロシア・ブッカー賞（英語版）
- 2005年 ナショナル・ベストセラー賞（ロシア語版）
- 2006年 ビッグブック賞（英語版）
- 2011年 ビッグブック賞
- 2011年 国際文学賞（英語版）（ドイツ語の翻訳）
- 2013年 最優秀海外図書賞（英語版）ショートリスト
- 2022年 ストレーガ・エウロペオ賞（イタリア語の翻訳）

## 邦訳作品

### 単行本
- 『手紙』奈倉有里訳、新潮クレスト・ブックス、 2012年 ISBN 978-4-10-590097-7

### アンソロジー
- 「バックベルトの付いたコート」沼野充義、沼野恭子訳 in『ヌマヌマ はまったら抜けだせない現代ロシア小説傑作選』河出書房新社、2021年 ISBN 978-4-309-20840-4

## 代表的著作

### フィクション
- 1993年 - Урок каллиграфии （『書道教室』）、短編
- 1993年 - Всехожидаетоднаночь （『ある夜、すべて降りかかる』)、小説
- 1994年 - Слепой музыкант （『ブラインドミュージシャン』）、小説
- 1999年 - Взятие Измаила(『イズマイールの服用』) 、小説
- 2001年 - Спасенный язык（「保存された言語」）、エッセイ
- 2005年 - Венерин Волос　（『ヴィーナス・ヘアー』）、小説
- 2010年 - Письмовник（「『手紙』」）、小説
  - 奈倉有里訳『手紙』新潮クレスト・ブックス、 2012年。
- 2017年 - Пальто с хлястиком （「バックベルトの付いたコート」）、短編
  - 「バックベルトの付いたコート」沼野充義、沼野恭子訳『ヌマヌマ はまったら抜けだせない現代ロシア小説傑作選』河出書房新社、2021年。

### ノンフィクション
- 1999年 - Русская Швейцария
- 2019年 - Буква на снегу. Три эссе. Роберт Вальзер, Джеймс Джойс, Владимир Шаров

## 参照
1. 1 2 3 4 5 6 7  『朝日新聞』朝刊2022年7月5日：ロシア人であることに苦痛を覚える ロシアを代表する作家ミハイル・シーシキン氏寄稿（3面）、【寄稿】戦争に勝ち目はない 次のプーチン生まぬ備えロシアにあるか／憎しみの毒 消せるのは真の文学（オピニオン面）2022年7月16日閲覧
2. ↑  Nezavisimaya Gazeta, January 2000
3. ↑  Vedomosti, December 2000
4. ↑  Polit.Ru, June 2005
5. ↑  Expert, August 2008
6. ↑  Mikhail Shishkin. Academia Rossica
7. ↑  OKNO. Literary Agency. “Maiden’S Hair (VENERIN VOLOS)”.   OKNO. Literary Agency. 2010年10月25日時点のオリジナルよりアーカイブ。2011年1月10日閲覧。